# San Bernardino Valley
San Bernardino Valley is een vallei in het zuiden van de Amerikaanse staat Californië. De vallei wordt in het noorden begrensd door de oostelijke San Gabriel Mountains en de San Bernardino Mountains, in het oosten door de San Jacinto Mountains en in het westen en zuiden door de Santa Ana Mountains en Pomona Valley. De Santa Ana stroomt van noord naar zuid door de vallei. 
De San Bernardino Valley heeft een oppervlakte van ongeveer 260 km2. De hoogte varieert tussen 180 meter boven zeeniveau bij Chino tot 420 meter bij San Bernardino en Redlands.
In de vallei ligt het grootste deel van de stedelijke agglomeratie die het Inland Empire genoemd wordt. De grootste stad is San Bernardino, andere steden zijn Colton, Calimesa, Fontana, Grand Terrace, Highland, Loma Linda, Oak Glen, Ontario, Rancho Cucamonga, Redlands, Rialto en Yucaipa. Vrijwel de gehele vallei bestaat uit ofwel bebouwde kom ofwel bouwland.